# Projekt 641B
Projekt 641B (v kódu NATO třída Tango) je třída oceánských ponorek, postavených v Sovětském svazu v době studené války. Pro sovětské námořnictvo bylo postaveno 18 ponorek této třídy.

## Pozadí vzniku

Nákres ponorky projektu 641B

V 50. a 60. letech se sovětské námořnictvo výrazně soustředilo na ničení nepřátelských hladinových lodí. Západ měl na moři převahu a transatlantické námořní spojení bylo jeho slabým místem (v případě války by tudy pluly zásobovací a vojenské konvoje do Evropy). Následně se však tato koncepce změnila a rovněž boj proti nepřátelským ponorkám se stal jednou z důležitých úkolů námořnictva. Jaderné útočné ponorky třídy Victor byly specializovány pro tento účel, jejich stavba však probíhala pomalu, protože hlavní prioritou loděnic byly v té době ponorky raketonosné. Třída Tango byla zkonstruována jako posila sovětské floty do doby, než budou útočné ponorky třídy Victor k dispozici v dostatečném počtu. Sovětské loděnice v Gorkém postavily mezi lety 1972–1982 celkem 18 ponorek této třídy.

## Konstrukce
Jednalo se o vylepšenou verzi třídy Foxtrot s výtlakem větším o 50%, trupem lépe tvarovaným pro plavbu pod hladinou, zvětšenou kapacitu akumulátorů a modernější elektronikou. Velký důraz u nich byl kladen rovněž na snížení hlučnosti při plavbě pod hladinou. Ponořit se mohly až do hloubky 300 metrů. Výzbroj tvořilo šest 533mm torpédometů se zásobou 24 dlouhých zbraní či odpovídající náklad min. Mimo torpéd mohly vypouštět například protiponorkové a protilodní střely RPK-2 Viyuga (v kódu NATO SS-N-15 Starfish). Pohonný systém tvořily tři dieselové motory a tři elektromotory. Lodní šrouby byly tři. Dosahovala přitom nejvyšší rychlosti 13 uzlů na hladině a 16 uzlů pod hladinou.